# ریل سوم

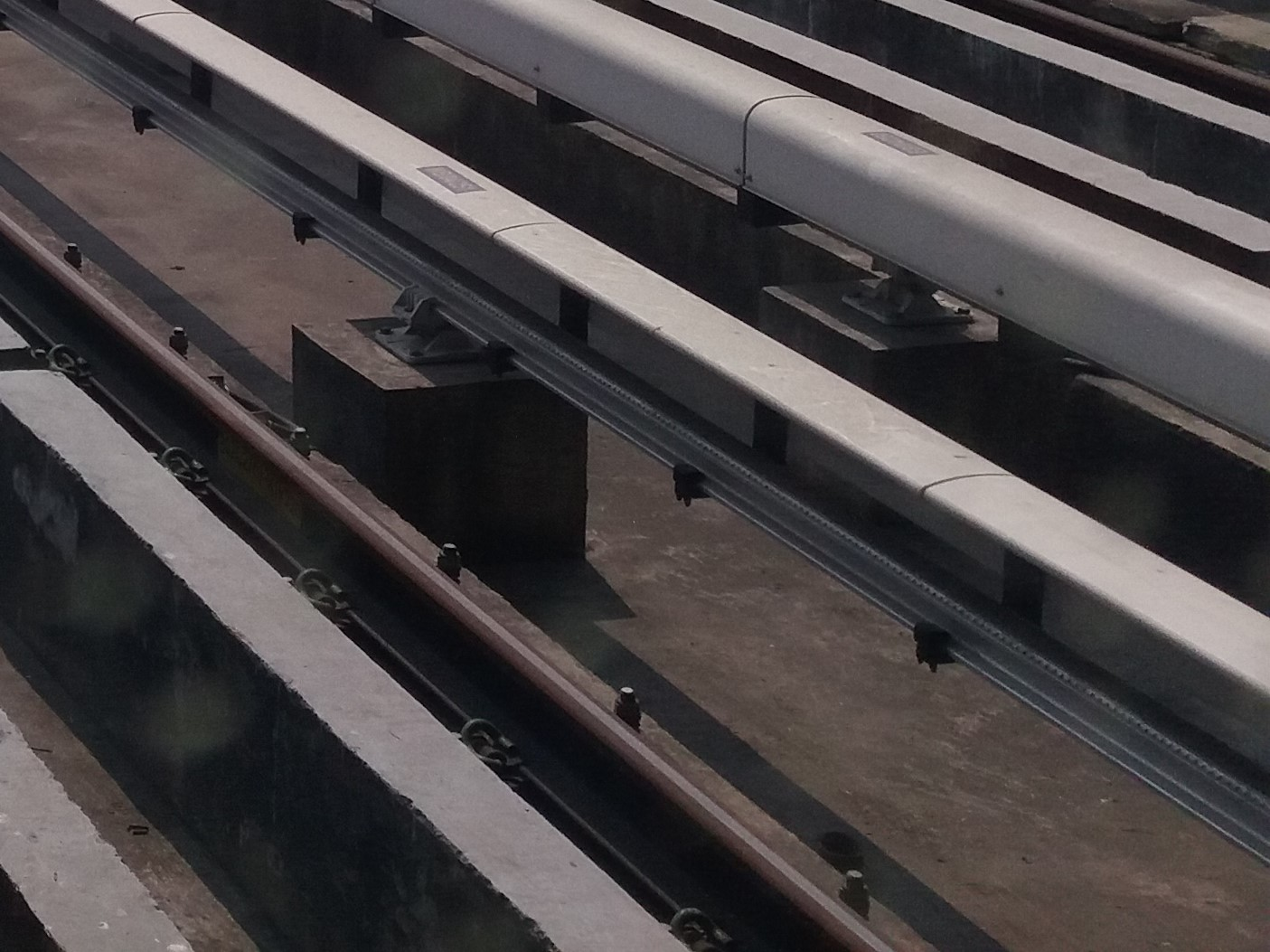
نمایی از سامانه ریل سوم، در یک ایست‌گاه مترو

ریل سوم عبارت است از روشی برای فراهم آوردن برق برای یک لوکوموتیو ریلی یا قطار با کمک یک رسانای نیمه پیوسته که در راستا یا میان ریل‌های خط آهن قرار گرفته‌است. از این روش برای ترابری در حجم بالا و در حجم کم استفاده می‌شود. تراز ریل سوم برای خودش تنظیم می‌شود و از محیط بیرون به تمامی یا تقریباً کامل جدا می‌شود. سامانهٔ ریل سوم همیشه با جریان مستقیم کار می‌کند.